# Сорти цибулі
Список основних сортів Цибулі (Allium типовий).

## Цибуля ріпчаста
офіційна біномінальна назва виду — Цибуля городня (Allum cepa типовий)
| Назва                                           | №             | Рік  | Заявник | Характеристика |
| ----------------------------------------------- | ------------- | ---- | --- | --- |
| Вольська Wolska                                 | 97041009 link | 2000 | Підприємство городнього насінництва і розсади, "ЦНОС" / 60-951 Познань, вул Копаніна 28/32, Польща.                           | |
| Вольська ТОР Wolska TOR                         | 13106020      | 2016 | ТОРСІД - Підприємство Насінництва Городнього і Рослинництва С.А.                                                              | |
| Грандина Hrandyna                               | 87041001 link | 1991 | Чернігівський інститут агропромислового виробництва УААН / с. Прогрес, Козелецький р-н, Чернігівська обл., 17035              | гострий; створений методом гібридизації сортів Стригунівська носівська х Сублема і багаторазовим добором на підвищення урожайності та якості. Районований у 1992 р. в Лісостепу та на Поліссі України; середньостиглий, вегетаційний період 90–100 днів; цибулини добре достигають, а порушені лусочки швидко відновлюються. Форма цибулини має два варіанти: округлу (80%), округло-плескату (20%). Забарвлення сухих лусок інтенсивно жовте, соковитих — біле; цибулини середньої щільності, з двома-чотирма зачатками, одногнізді, середньою масою 75–100 г; лежкість — 85–95% за тривалості 200–210 дн; слабко уражується гніллю дінця і шийковою гніллю, сильно — пероноспорозом; достатньо сильно уражується цибулиною мухою і скрытнохоботником. |
| Донецька золотиста Donets'ka zolotysta          |               |      | | гостра |
| ЄЛЄНА                                           | 16016001 link | 2018 | Біотек Тохумчулук-Тарім-Юрун. Сан. ве Тіс. Лтд. Сті.                                                                          | |
| Золотиста Zolotysta                             | 66041001 link | 1971 | Інститут овочівництва і баштанництва УААН / 62478, вул. Інститутська, 1, п/в Селекційний, Харківський р-н, Харківська обл.    | |
| Каратальський Karatal'skiy                      |               |      | Опытное хозяйство «Каратальское» Казахского НИИ земледелия                                                                    | напівгострий, ранній, швидкостиглий, універсального призначення; урожайність висока; ґрунт відкритий супіщаний; цибулина кругла і округло-пласка, плотна, маса 50–120 г, малогніздувата; зачатковість середня (2–4); сухі луски жовті і золотисто-жовті, соковиті — білі; стрілки 3–4, висота 120–130 см; період від повних всходів до полягання листя 93–125 днів; урожайність 2,0–4,4 кг/м²; нестійкий до ложної мучнистої роси і шийкової гнилі; рекомендовано для вирлщування в однорічній культурі з насіння |
| Качинська Kachyns'ka                            |               |      | | |
| Коперів Koperiv                                 |               |      | Чернігівська сільськогосподарська дослідна станція                                                                            | гострий, районований у Степу й на Поліссі України; пізньостиглий, вегетаційний період від масових сходів до вилягання пера — 90–101 день, а при вирощуванні з сіянки — 70–75 днів. Забарвлення сухих лусочок інтенсивно жовте і жовте, соковитих — біле; цибулини середньої щільності, з двома-чотирма зачатками, одногнізді; середня маса цибулин — 75–100 г; лежкість цибулин у період осінньо-зимового зберігання (190–210 днів) — 70–80%; стійкий до пошкоджень цибулевою мухою, середньо уражується несправжньою борошнистою росою |
| Копра F1 Kopra F1                               |               |      | | |
| Луганська Luhans'ka                             | 60041001 link | 1964 | Луганський національний аграрний університет / М. Луганськ-8, 91008                                                           | гострий, універсальний, середньостиглий |
| Марківська місцева                              |               |      | | |
| Октябрська Oktyabrskaya                         |               |      | ?Казахское НИИ картофельного и овощного хозяйства; <1978;?                                                                    | |
| Сквирська Skvyrs'ka                             | 52041001 link | 1954 | Сквирська дослідна станція Інституту агроекології УААН / 09000, вул. Селекційна, 1, м. Сквира, Київська обл.                  | |
| Стригунівська носівська Stryhunivs'ka nosivs'ka | 37041007 link | 1939 | Чернігівський інститут агропромислового виробництва УААН / с. Прогрес, Козелецький р-н, Чернігівська обл., 17035              | гострий; створений на Носівській дослідній сільськогосподарській станції; цибуля одногнізда, форма цибулини видовжено-овальна, сухі лусочки золотаво-жовті, соковиті — білі. Смак гострий; середня маса — 80–100 г; вегетаційний період 115—125 днів; випробуваний часом сорт, використовують і в однорічній і в дворічній культурі; лежкість цибулин — 85–90% при зберіганні 200–210 днів. |
| Ткаченківська Tkachenkivs'ka                    | 85041004 link | 1990 | Інститут овочівництва і баштанництва УААН / 62478, вул. Інститутська, 1, п/в Селекційний, Харківський р-н, Харківська обл.    | гостра, універсального призначення. Зона: Лісостеп. Група: середньостиглий Урожайність: 40-50 тон/га Висока урожайність і лежкість (до 90%) . Вегетаційний період 96-108 діб. Цибулини округлі та округло-овальні, дуже щільні, масою 110-150 г. Сухі луски жовті, соковиті – білі. |
| Халцедон                                        | 89041002 link | 1998 | Придністровський науково-дослідний інститут сільського господарства                                                           | напівгостра, середньостигла, універсального столового призначення; зона: Степ; стійкість до хвороб: висока; місце вирощування: відкритий ґрунт; стійкий до пероноспорозу. творений у Придністров'ї. Районований у 1993 році. Вегетаційний період - 120 днів; цибулина округло-видовжена, жовто-коричнева, масою 87 г; вміст сухої речовини - 8,6 %, цукру - 6,3 %. |
| Чеботарська місцева                             |               |      | | гострий, салатний, середньопізній (95-125 дн. від висадки сіянки); маса цибулини 100-120 г, невелика, округло-пласка фіолетово-червоного забарвлення, плотні, 15-17% сухих речовин; гарна лежкість при зберіганні і транспортабельність; гніздуватість середня; 2-х річний цикл з сіянки; урожайність до 120-270 ц/га. |
| Чернігівська Chernyhivs'ka                      |               |      | Чернигівська державна обласна сільськогосподарська дослідна станція                                                           | гострий, універсальний; цибулина округла і округло-пласка, средньої плотності, з 2–3 зачатками, маса 68–82 г; гніздуватість середня; зовнішні луски інтенсивно жовті, з коричневим відтинком, соковиті — білі; сорт пізднього строку визрівання (піздньозрілий); період від масових сходів до полягання листя 91–110 днів; урожайність 2.3–3.0 кг/м²; хороша лежкість; відносно стійкий до пероноспорозу |
| Черняковська Czerniakowska                      | 98041003      | 2001 | Підприємство городнього насінництва і розсади Ожарув Мазовецькі (ПНОС) / Вул. Жеромського 3, 05-850 Ожарув Мазовецькі, Польща | гостра, універсального призначення. Зона: Лісостеп, Полісся. Група стиглості: середньорання; урожайність: >=40 тон/га Продуктивність: висока Період вегетації 120-130 днів. Цибулини великі, круглоовальні, масою 90-140 г, покриті зовнішніми щільно-прилеглими лусками солом'яно-жовтого кольору. Соковита біло-рожева м'якоть дуже ніжного, напівгострого смаку, без гіркоти. Рекомендується для вирощування в однорічній культурі. Прекрасні смакові якості, підвищений вміст Вітаміну С, хороша лежкість і товарність. |
| Штутгартер Різен                                |               |      | | |
| Юніор                                           | 11041005      | 2014 | | врожайність - 55 т/га, вміст сухої речовини - 8,11%, вміст загального цукру 6,46%, вміст вітаміну С - 6,12%; геозонові рекомендації використання: Степ, Лісостеп, Полісся |
| Ялтинська місцева                               |               |      | | солодка, середньостигла; період від сходів до технічної стиглості 130-150 днів. Формує цибулини плоскоокруглої форми, фіолетового ... |

Названі сорти відрізняються між собою періодом вегетації, формою й розміром цибулин, забарвленням їх лусок і врожайністю.